# خارفة جرجا
قرية خارفة جرجا هي إحدى القرى التابعة لمركز جرجا بمحافظة سوهاج في جمهورية مصر العربية. حسب إحصاءات سنة 2006، بلغ إجمالي السكان في خارفة جرجا 24070 نسمة، منهم 12376 رجل و11694 امرأة، وهي تعاني من ارتفاع الأمية بنسبة تبلغ 68% بين من يتجاوزن سن العاشرة. وتعاني ارتفاع نسبة البطالة التي تبلغ 57.5% بين من يتجاوزون سن 15 سنة ويعمل في مهن الأرض حوالي خمس السكان.